# Legnano (motorfiets)
Legnano is een historisch merk van fietsen en motorfietsen.
De bedrijfsnaam was Legnano S.p.A. Emilio Bozzi, Milano. Het was een Italiaans merk dat vanaf 1954 bromfietsen en lichte motorfietsen met 49 cc blokjes van Minarelli, Sachs en Mosquito (Garelli) bouwde. In de jaren zestig kwamen er ook 175 cc-modellen.
Legnano sponsorde een wielerploeg vanaf de eerste edities van de Ronde van Italië tot in 1966. De bekendste renners die voor Legnano reden waren Fausto Coppi en Gino Bartali.